# Dieter Nohlen
Dieter Nohlen (sinh ngày 6 tháng 11 năm 1939) là nhà chính trị học và viện sĩ người Đức. Ông hiện giữ chức vụ Giáo sư danh dự về Chính trị học tại Khoa Kinh tế học và Xã hội học của Đại học Heidelberg. Ông cũng xuất bản nhiều ấn phẩm viết về hệ thống bầu cử và phát triển chính trị. Ở Đức, Nohlen được nhiều độc giả biết đến nhờ các bộ bách khoa toàn thư và cẩm nang về chính trị học. Một số tác phẩm của ông đã được dịch sang nhiều thứ tiếng như tiếng Anh và tiếng Tây Ban Nha, đặc biệt ở các nước Mỹ Latinh.

## Ấn phẩm
Sách do Nohlen xuất bản bao gồm:
- Electoral systems of the world (bằng tiếng Đức, 1978)
- Lexicon of politics (bảy tập)
- Elections and Electoral Systems (1996)
- Elections in Africa: A Data Handbook (1999 với Michael Krennerich và Bernhard Thibaut)
- Elections in Asia and the Pacific: A Data Handbook (2001 với Florian Grotz [de] và Christof Hartmann)
  - Volume 2: South East Asia, East Asia, and the Pacific (2002), ISBN 0199249598
- Voter Turnout Since 1945: A Global Report (2002 với Bengt Save-Soderbergh)
- Electoral law and party systems (2004)
- Electoral systems and party politics (2004)
- Elections in the Americas: A Data Handbook (2005)
- Elections in Europe: A Data Handbook (2010 với Philip Stoever)